# Fonkelende kolibrie
De fonkelende kolibrie (Selasphorus scintilla) is een vogel uit de familie Trochilidae (kolibries).

## Verspreiding en leefgebied
Deze soort komt voor in het noordelijke deel van Centraal-Costa Rica en westelijk Panama.

## Status
De grootte van de populatie is in 2019 geschat op 20-50 duizend volwassen vogels. Op de Rode lijst van de IUCN heeft deze soort de status niet bedreigd.  